# Moritz August von Bethmann-Hollweg

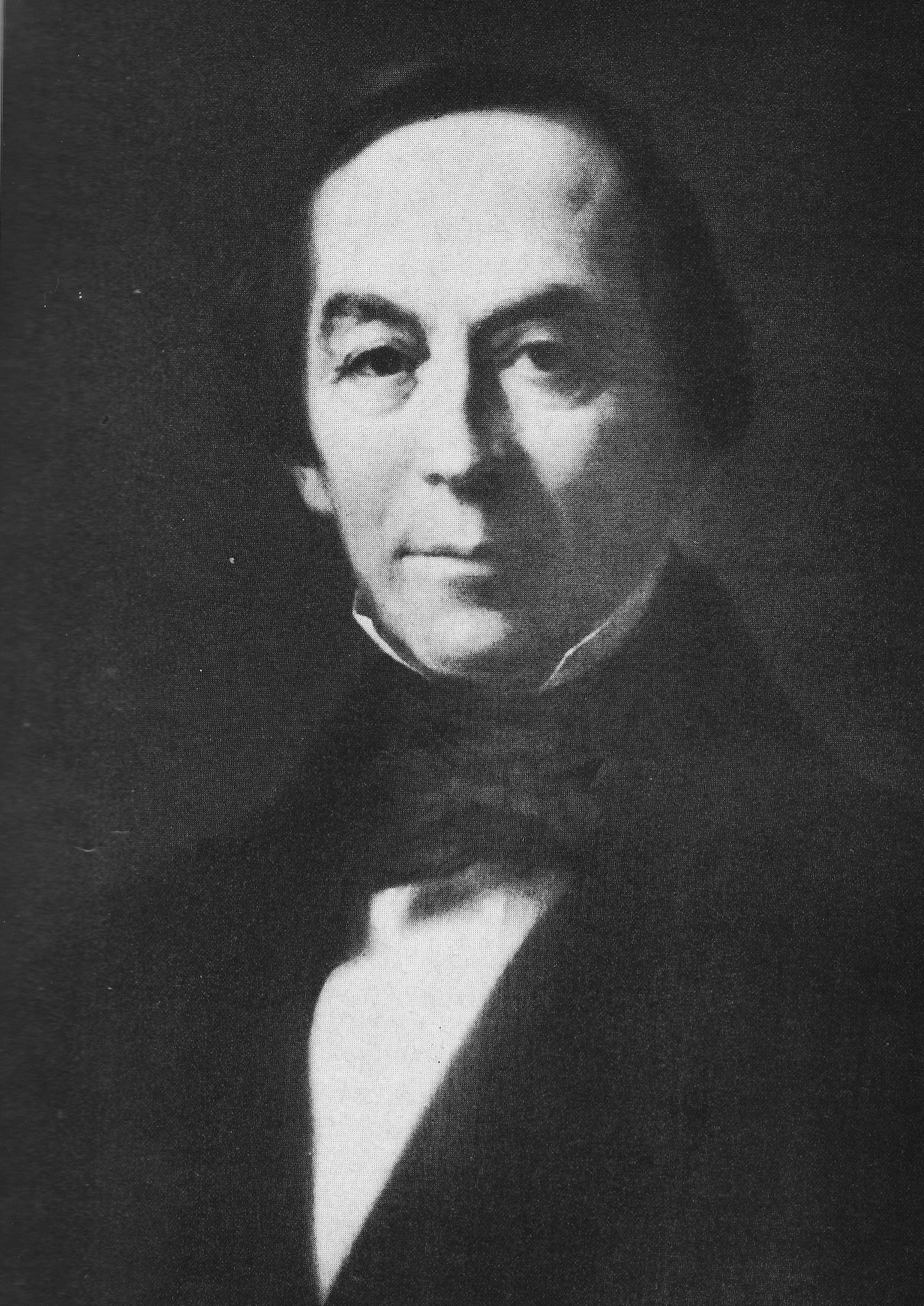
Moritz August von Bethmann-Hollweg

Moritz August Bethmann-Hollweg, ab 1840 von Bethmann-Hollweg, (auch Bethmann Hollweg; * 8. April 1795 in Frankfurt am Main; † 14. Juli 1877 auf der Burg Rheineck bei Niederbreisig) war ein deutscher Jurist und preußischer Politiker. Er war Professor für Römisches Recht an den Universitäten Berlin und Bonn, von 1842 bis 1848 auch Kurator der Universität Bonn. Von 1849 bis 1855 war er Mitglied des Preußischen Landtages und Kopf der liberal-konservativen Wochenblattpartei, von 1858 bis 1862 Kultusminister Preußens. Als engagierter Christ rief er 1848 den ersten Deutschen Evangelischen Kirchentag ins Leben und präsidierte die Kirchentage bis 1872, zudem hatte er den Vorsitz im Zentralausschuss der Inneren Mission.

## Herkunft
Bethmann-Hollweg war Sohn eines der reichsten Männer des Alten Reiches, des Bankiers Johann Jakob Bethmann-Hollweg. Seine Mutter war Susanne Elisabeth Bethmann (1763–1831), Tochter von Johann Philipp Bethmann.

## Leben

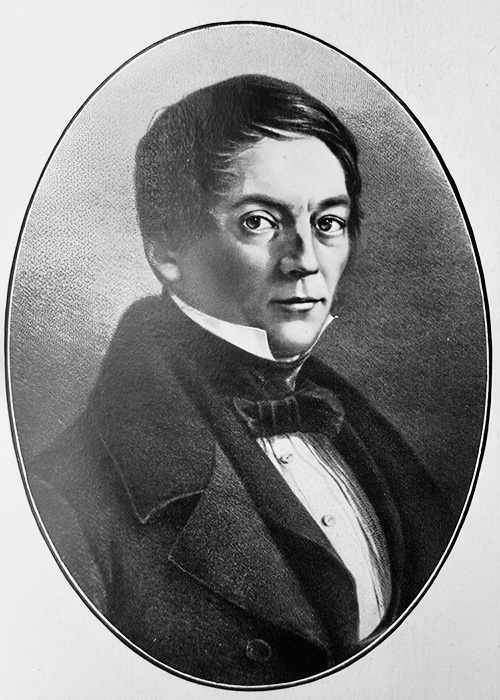
Zeichnung von Moritz August von Bethmann-Hollweg

Zeit seines Lebens kannte er keine finanziellen Sorgen. Carl Ritter und Georg Friedrich Grotefend schulten ihn. Später studierte er in Göttingen und dann an der Friedrich-Wilhelm-Universität Berlin, wo er vor allem von Friedrich Karl von Savigny beeinflusst wurde. Noch als Student beteiligte er sich an der Entzifferung des von Niebuhr entdeckten Veroneser Gaius.
In der Nacht auf Neujahr 1817 erlebte er seine Erweckung zum gläubigen Christen. In der Christlich-deutschen Tischgesellschaft Adolf von Thadden-Trieglaffs lernte er die Brüder Leopold, Ernst Ludwig und Otto von Gerlach und auch Ernst Senfft von Pilsach kennen und verkehrte mit dem Kronprinzen, der ihn als König später in den Adelsstand erhob. Im Jahr 1819 habilitierte er sich in Berlin und wurde 1823 ordentlicher Professor ohne Gehalt. Auf Rat Savignys hatte er den Zivilprozess als Lehrgegenstand in den universitären Betrieb aufgenommen. Damit begann für die Zivilprozesswissenschaft eine neue Epoche. Der Politik blieb Bethmann-Hollweg fern. Die Reaktion mit ihren Demagogenverfolgungen, ihrem polizeilichen Aufseher- und Inquirententum stieß ihn zurück. In den Jahren 1827/28 amtierte er als Rektor der Universität.
Im Jahr 1829 wechselte er an die Universität Bonn. Das aktive, von den Mitgliedern geprägte Leben der kleinen Bonner Gemeinde verfehlte seine Wirkung auf Bethmann-Hollweg nicht, dem die reformierte Presbyterialverfassung besonders zusagte. Seine frühere, auch in seinen Berliner enzyklopädischen Vorträgen nicht überwundene Schwierigkeit, die Erscheinung der Rechtsordnung mit seiner religiös-sittlichen Weltanschauung in Einklang zu setzen, lag jetzt hinter ihm. „Als einer der bedeutendsten rhein. Großgrundbesitzer“ erhob ihn im Jahr 1840 der preußische König in den erblichen Adelsstand. Im Sommer 1842 übernahm er das Amt des Kurators und außerordentlichen Regierungsbevollmächtigten an der Bonner Universität. Im Jahr 1845 trat er in den Staatsrat ein. Bethmann-Hollweg wandte jetzt seine Aufmerksamkeit mehr der politischen und kirchlichen Entwicklung zu.
Im Jahr 1848 begründete er den Deutschen Evangelischen Kirchentag, dessen Präsident er (zeitweise gemeinsam mit Friedrich Julius Stahl) bis 1872 blieb. Außerdem wurde er Präsident des von Johann Hinrich Wichern begründeten Central-Ausschusses für Innere Mission. Im Umfeld der Frankfurter Nationalversammlung freundete er sich mit Dietrich Wilhelm Landfermann an. Bethmann-Hollweg versuchte wie dieser, politisch eine Position der Mitte zu vertreten: Seine ab 1852 zusammen mit Graf von der Goltz im Wochenblatt publizierte Haltung bestand in der Forderung des kontrollierten Ausbaus eines Verfassungsstaates in einem konservativ-liberalen Sinne. In den 1850er Jahren war er der Kopf der Wochenblattspartei.
Von 1849 bis 1855 war er mit kurzer Unterbrechung Mitglied der ersten und zweiten preußischen Kammer. Er galt als Haupt seiner Fraktion, die trotz geringer Anzahl an Mitgliedern durch deren geistige Bedeutung und politische Gesinnung hervorragte.
Vier Wochen nach Beginn der Regentschaft Wilhelms I. wurde Bethmann-Hollweg am 6. November 1858 zum preußischen Kultusminister ernannt. Nach dem Ende der Neuen Ära im März 1862 übernahm für zehn Jahre Heinrich von Mühler das Kultusministerium. Das Ministerium Otto von Bismarcks begann im Oktober 1862. Das Kultusministerium hatte seinen Sitz in der Straße Unter den Linden 4. 1862 wurde er zum Ehrenmitglied der Preußischen Akademie der Wissenschaften gewählt. 1868 würdigte ihn König Wilhelm I. mit dem Adler der Großkomture des Königlichen Hausordens von Hohenzollern.
Als Privatier schrieb er 1863–1874 auf Burg Rheineck sein Hauptwerk Der Civilprozeß des Gemeinen Rechts in geschichtlicher Entwicklung. Der Sohn seines zweiten Sohnes Felix von Bethmann Hollweg war Theobald von Bethmann Hollweg, von 1909 bis 1917 Reichskanzler.

## Einfluss auf die Historische Rechtsschule
Bethmann Hollweg galt als „Lieblingsschüler“, aber auch unabhängiger Denker und Mitstreiter Savignys. Bedeutung erlangte er in den 1830er Jahren in der Verarbeitung der von Bayern ausgegangenen Erweckungsbewegungen. Diese, verknüpft mit Bethmann-Hollwegs tief empfundener Religiosität, flossen in seine Arbeiten ein. Er suchte nach Begründungsansätzen für Fragen zur „Entstehung von Recht“. Geschichtliche, philosophische und nunmehr auch theologische Ansätze wurden angeregt in der von Savigny mitbegründeten Historischen Rechtsschule diskutiert. Aufhänger waren Savignys „Volksgeist“-Begriff und die allgemeine erkenntnistheoretische Frage nach der Wahrheit des Rechts. Im philosophischen Zentrum standen die streitbaren Ursprungsbegründungen aus den Lagern Kants, Hegels und Schellings.
Von Bethmann-Hollweg stammte – in kritischer Anspielung auf die Rechtsschule – ein sinnbildlicher Vergleich; er mutmaßte, dass das historische Rechtsgebäude einem „gothischen Dome“ vergleichbar sei, bei dem „sein Gewölbe in der Luft zu schweben scheint“. Damit wollte er sagen, dass er in der Rechtsschule einen überzeugenden dogmatischen Unterbau vermisste, ausgeführt in seinem Werk: Grundriss zu Vorlesungen über den gemeinen Civilprozess. Bethmann-Hollweg wählte diesen Ansatz gleichzeitig zum Ausgangspunkt für eine eigenständige Forschung, um „die Erscheinung der Rechtsordnung in Einklang zu setzen mit seiner religiös-sittlichen Weltanschauung“. Ihm ging es nicht um eine Theokratie, er versuchte sich in der Rechtswissenschaft als Mittler zwischen der göttlich durchwirkten Gerechtigkeit und dem positiven Recht (freie Sittlichkeit). Zur nationalpolitischen Frage merkte er an: Jurisprudenz „heißt deshalb Rechtsweisheit, weil sie wahres Recht und Gerechtigkeit durch die ihrer Sphäre, dem Staate, angemessenen Mittel zu Stande bringen soll“. In den 1850er Jahren gerieten die theologischen Interpretationen in die Krise und 1876 schloss Bethmann-Hollweg, dass „Grundbegriff allen Rechts“ die „formale Freiheit im Einklang mit der Freiheit aller Andern“ sei.

## Familie
Er heiratete am 28. April 1820 in Berlin Auguste Gebser (1794–1882), eine Tochter des Oberamtmanns Johann August Theodor Gebser. Das Paar hatte zwei Söhne und drei Töchter, darunter:
- Theodor (1821–1886) ⚭ 1870 Freda von Arnim (1842–1916), Tochter des preußischen Innenministers Adolf Heinrich von Arnim-Boitzenburg
- Felix (1824–1900) ⚭ Isabella von Rougemont (1833–1908). Der Sohn Theobald von Bethmann Hollweg war von 1909 bis 1917 deutscher Reichskanzler.
- Anna (1827–1892) ⚭ Albert von Pourtalès (1812–1861)
- Gerta (* 1831) ⚭ Hans von Mutius (1825–1883),[12] preußischer Rittmeister, Eltern von Gerhard von Mutius
- Elisabeth (1834–1877) ⚭ Robert Freiherr von Dobeneck (1830–1908)

## Schriften
- Grundriß zu Vorlesungen über den gemeinen Civilprozeß. Nicolai, Berlin 1821; 3., vermehrte Ausgabe: Grundriß zu Vorlesungen über den gemeinen und preußischen Civilprozeß. Adolph Marcus, Bonn 1832 (Digitalisat).
- Versuch über einzelne Theile der Theorie des Civilprozesses. Nicolai, Berlin/Stettin 1827 (Digitalisat).
- Gerichtsverfassung und Prozeß des sinkenden Römischen Reichs: Ein Beitrag zur Geschichte des Römischen Rechts bis auf Justinia. Adolph Marcus, Bonn 1834 (Digitalisat).
- Ursprung der lombardischen Städtefreiheit: Eine geschichtliche Untersuchung. Adolph Marcus, Bonn 1846 (Digitalisat).
- Die Reaktivierung der Preußischen Provinziallandtage. Wilhelm Hertz, Berlin 1851 (Digitalisat).
- Zur Geschichte der Freiheit. In: Protestantische Monatsblätter für innere Zeitgeschichte. Bd. 9 u. 10, 1857/58.
- Der Civilprozeß des Gemeinen Rechts in geschichtlicher Entwicklung. 6 Bände. Adolph Marcus, Bonn 1863–74 (Digitalisate: Bd. 1, Bd. 2, Bd. 3, Bd. 4,1).
- Familien-Nachricht. 2 Theile. Carl Georgi, Bonn 1876/1878 (Digitalisate).

### Genealogie
- Marcelli Janecki: Handbuch des preußischen Adels. Band 1, Ernst Siegfried Mittler und Sohn, Berlin 1892, S. 62 f.
- Gothaisches Genealogisches Taschenbuch der Adeligen Häuser 1939, B (Briefadel), Jg. 31. Zugleich Adelsmatrikel der Deutschen Adelsgenossenschaft, Justus Perthes, Gotha 1938.
- Hans Friedrich von Ehrenkrook, Friedrich Wilhelm Euler, Jürgen von Flotow: Genealogisches Handbuch der Adeligen Häuser, B (Briefadel), Band IV, Band 20 der Gesamtreihe  GHdA, C. A. Starke, Limburg an der Lahn 1959, S. 36–40. ISSN 0435-2408.